# مذناب بوليكتور
مذناب بوليكتور أو طاووسية شائعة (الاسم العلمي: Papilio polyctor)، فراشة من جنس المذناب موطنها شبه القارة الهندية. توجد في جبال الهيمالايا وأجزاء من الهند في سفوح الجبال على ارتفاع 7000 قدم (2100 م) بين مارس وأكتوبر.

## النطاق
شرق أفغانستان، باكستان، كشمير، الهند (من سيكيم إلى آسام)، نيبال، بوتان، ميانمار، تايلاند، شمال فيتنام ولاوس.